# Lisica
Lisica (rusky Лисица), nazývaná také Velká Lisica (rusky Большая Лисица), je řeka v Tomské oblasti v Rusku. Je dlouhá 414 km. Plocha povodí měří 7 980 km².

## Průběh toku
Protéká ze severu na jih bažinatou tajgou v Západosibiřské rovině. Ústí zprava do Keti (povodí Obu) na 404 říčním kilometru. Největším přítokem je zprava Rajga.

## Vodní režim
Zdrojem vody jsou sněhové srážky.

## Využití
Řeka je splavná pro vodáky.